# ドバイマリーナ

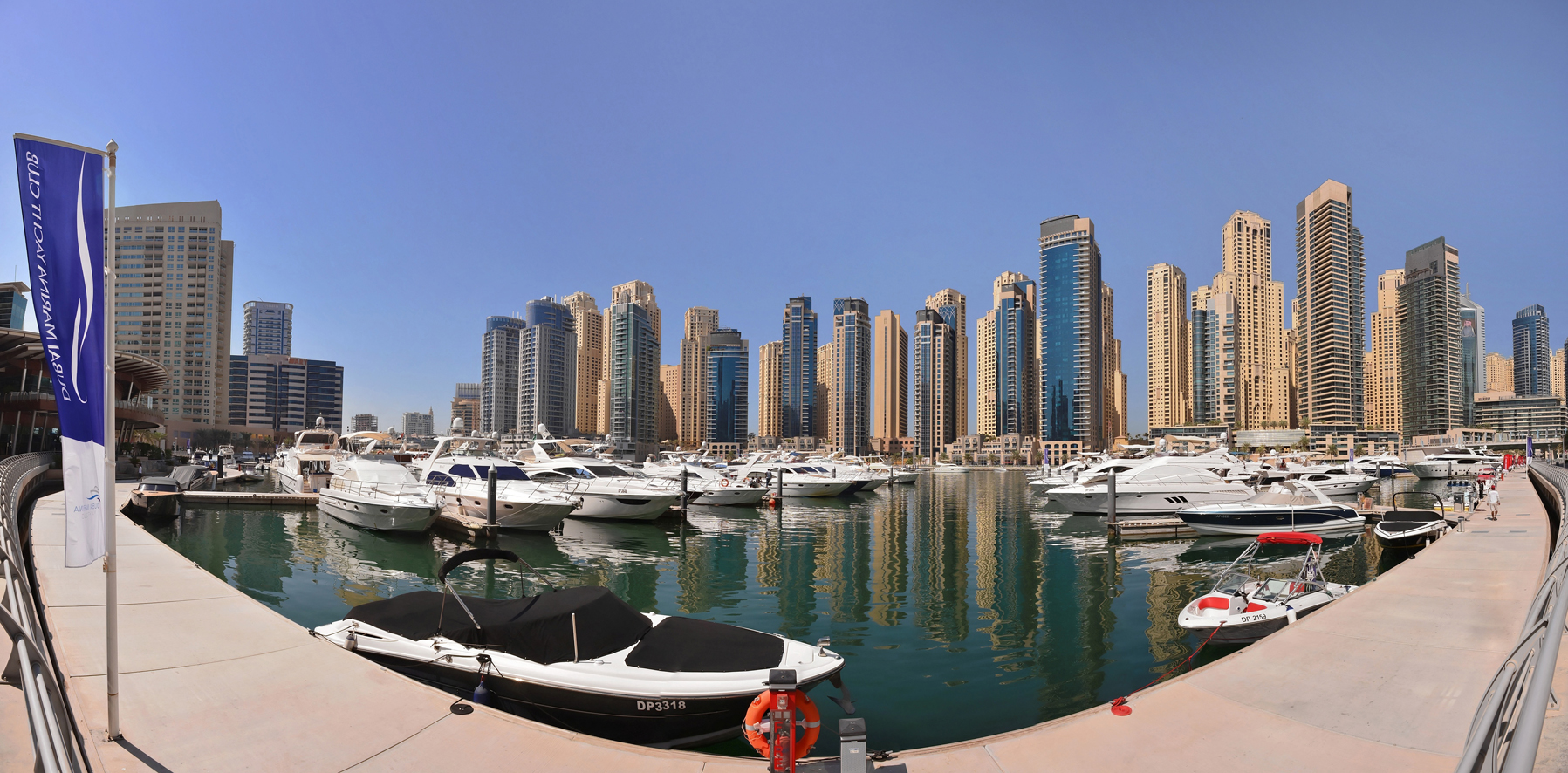
ドバイマリーナ

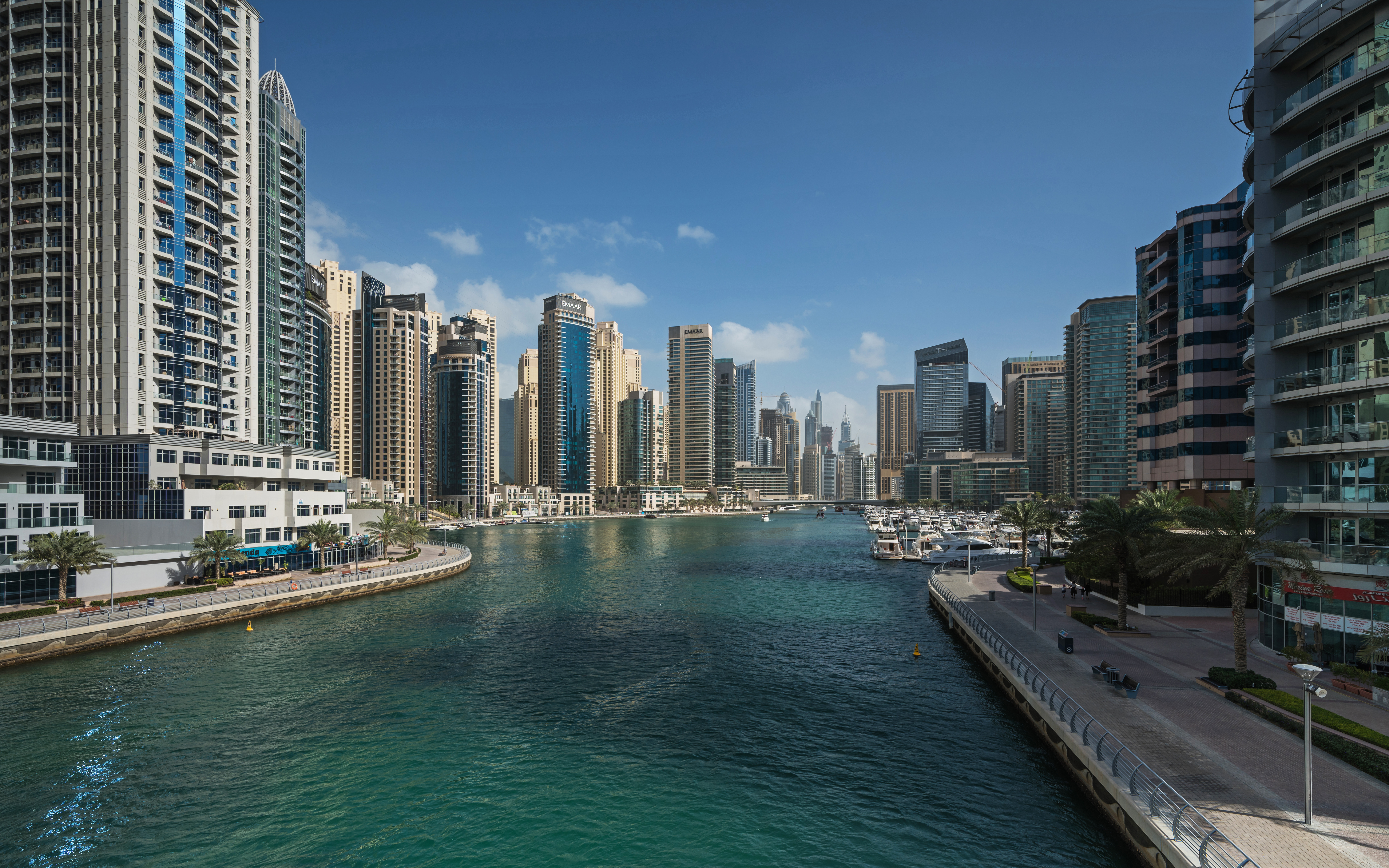
ドバイマリーナ（2018年）

ドバイマリーナ (Dubai Marina) は、アラブ首長国連邦のドバイに建設中の世界第2の面積を誇る人工のマリーナ。ジュベルアリ港とドバイ・メディア・シティの中間に位置する。
第一期工事は既に完工した。モデルとなったのはカナダ・バンクーバーの「コンコード・パシフィック・プレイス」(Concord Pacific Place) である。主たる開発企業はエマール・プロパティーズ。
第一期は6つの超高層タワーを中心に64の高級ヴィラなどが建設された。これらはルーフトップガーデンで連結されている。またペルシア湾に面したビーチの遊歩道でも結ばれている。第二期では200棟の超高層レジデンシャルが建設され、アメリカ合衆国カリフォルニア州のマリナ・デル・レイを抜いて、世界最大のマリーナになる予定である。
主な高層アパートは以下の通り。
- ペントミニアム：120階建てのマンション。516 m（尖塔を含むと高さ618 mで世界一高いレジデンシャル）
- DAMACハイツ：100階建てのマンション。426 m（完成すると世界2位の高さのレジデンシャル）
- マリーナ106：107階建てのマンション。425 m（完成すると世界3位の高さのレジデンシャル）
- プリンセスタワー：107階建てのマンション。414 m（2011年に完成すると、その時点で世界一高いレジデンシャル）
- マリーナ101：101階建てのマンション・ホテル。412 m
- 23マリーナ：89階建てのマンション。395 m
- エリートレジデンス：91階建てのマンション。380 m
- ザ・トーチ：79階建てのマンション。336.8 m
- インフィニティ・タワー：73階建てのマンション。330 m
- オーシャンハイツ：82階建てのマンション。310 m

## ギャラリー
- ジュメイラ・レイク・タワーズを背景にしたドバイマリーナの高層ビル群
- ドバイマリーナの夜景
- ドバイマリーナの夜景
- ドバイマリーナ駅
- マリーナ・トーチ・タワーの64階から望むドバイマリーナ